# Łużycka Brygada WOP
 Łużycka Brygada Wojsk Ochrony Pogranicza (ŁBWOP) – zlikwidowana brygada Wojsk Ochrony Pogranicza pełniąca służbę graniczną na granicy polsko-czechosłowackiej i polsko-niemieckiej.

## Formowanie i zmiany organizacyjne
8 Brygada WOP w kwietniu 1958 została przemianowana na 8 Łużycką Brygadę Wojsk Ochrony Pogranicza. Sztab brygady stacjonował w Lubaniu przy ul. Wojska Polskiego 1.
W 1959 został rozformowany batalion WOP w Lubaniu, a Graniczny Punkt Kontrolny Węgliniec przeniesiony do Bielawy Dolnej. W 1961 roku dowództwo posiadało kryptonim Teleskop.

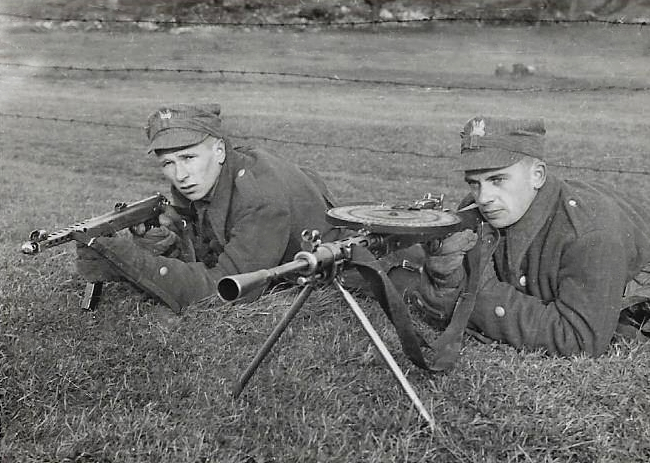
Żołnierze ŁB WOP podczas szkolenia, obsługa RKM DP (1964)

W 1962 wprowadzono nowy plan mobilizacyjny PM–62. Zakładał on na wypadek wojny znaczne rozwiniecie jednostki. Zgodnie z etatem czasu „P”, na dzień 1 lipca 1965 Brygada liczyła 2912 żołnierzy, a etat czasu „W” przewidywał 4940 żołnierzy. W ramach zadań mobilizacyjnych jednostka formowała 13 Brygadę WSW Armii, zapasowy batalion łączności WOP, przeformowywała Zakład Tresury Psów Służbowych, rozformowywała Szkołę Podoficerów Łączności WOP.
9 maja 1967 z okazji święta narodowego Czechosłowacji odbyła się uroczystość nadania imienia kapitana Stepana Wajdy Strażnicy WOP Porajów.
Wiosną 1968 rozformowano kompanię rozpoznawczą, a dwa plutony rozpoznawcze bez kadry i sprzętu przekazano odpowiednio 9 Lubuskiej i 12 Pomorskiej Brygadzie WOP.
W 1976, w związku z przejściem na dwuszczeblowy system dowodzenia, zostały rozformowane Bataliony WOP Bogatynia i Zgorzelec. W miejsce batalionów zostały utworzone placówki zwiadu i kompanie odwodowe do wzmocnienia strażnic. Jednocześnie Brygada została przemianowana na Łużycką Brygadę Wojsk Ochrony Pogranicza.
Brygada funkcjonowała do 15 maja 1991.
Zarządzeniem nr 012 Komendanta Głównego Straży Granicznej z 7 maja 1991 w sprawie rozwiązania jednostek WOP oraz utworzenia jednostek organizacyjnych Straży Granicznej Minister Spraw Wewnętrznych polecił z dniem 16 maja 1991 rozwiązać Łużycką Brygadę WOP w Lubaniu Śląskim istniejącej według etatu nr 44/095 o stanie osobowym na okres „W” 1201 żołnierzy i 61 pracowników cywilnych oraz na okres „P” 1230 żołnierzy i 84 pracowników cywilnych. Na jej bazie powstał Łużycki Oddział Straży Granicznej.

## Struktura organizacyjna
- Dowództwo 8 Łużyckiej Brygady WOP w Lubaniu[d]
- pododdziały dowodzenia
- 81 batalion WOP w Szklarskiej Porębie
- 82 batalion WOP w Lubaniu Śląskim
- 83 batalion WOP w Bogatyni
- 84 batalion WOP w Zgorzelcu
- Graniczna Placówka Kontrolna Jakuszyce
- Graniczna Placówka Kontrolna Zawidów
- Graniczna Placówka Kontrolna Turoszów
- Graniczna Placówka Kontrolna Zgorzelec
- Graniczna Placówka Kontrolna Węgliniec.

## Wydarzenia
- 1964 – na zagrożonych odcinkach strażnic lądowych w miejsce dotychczas przestarzałej sygnalizacji świetlnej rozpoczęto instalowanie urządzeń sygnalizacyjnych na podczerwień tzw. US-y[e]. Strażnice na których zostały zainstalowane te urządzenia nazwano strażnicami technicznymi, urządzenia te bowiem wymagały dobrze wyszkolonej obsługi do prawidłowego wykonania instalacji, zorganizowania właściwej eksploatacji i konserwacji. Główna uwaga w pełnieniu służby granicznej skupiała się na dozorze zainstalowanych na strażnicach urządzeń, które w dzień i w nocy zapewniały ciągłość ochrony granicy na całym ochranianym odcinku. Z powodu polepszenia warunków służby dotychczasowe stany osobowe strażnic zostały zmniejszone bez uszczerbku dla ochrony granicy państwowej [7].

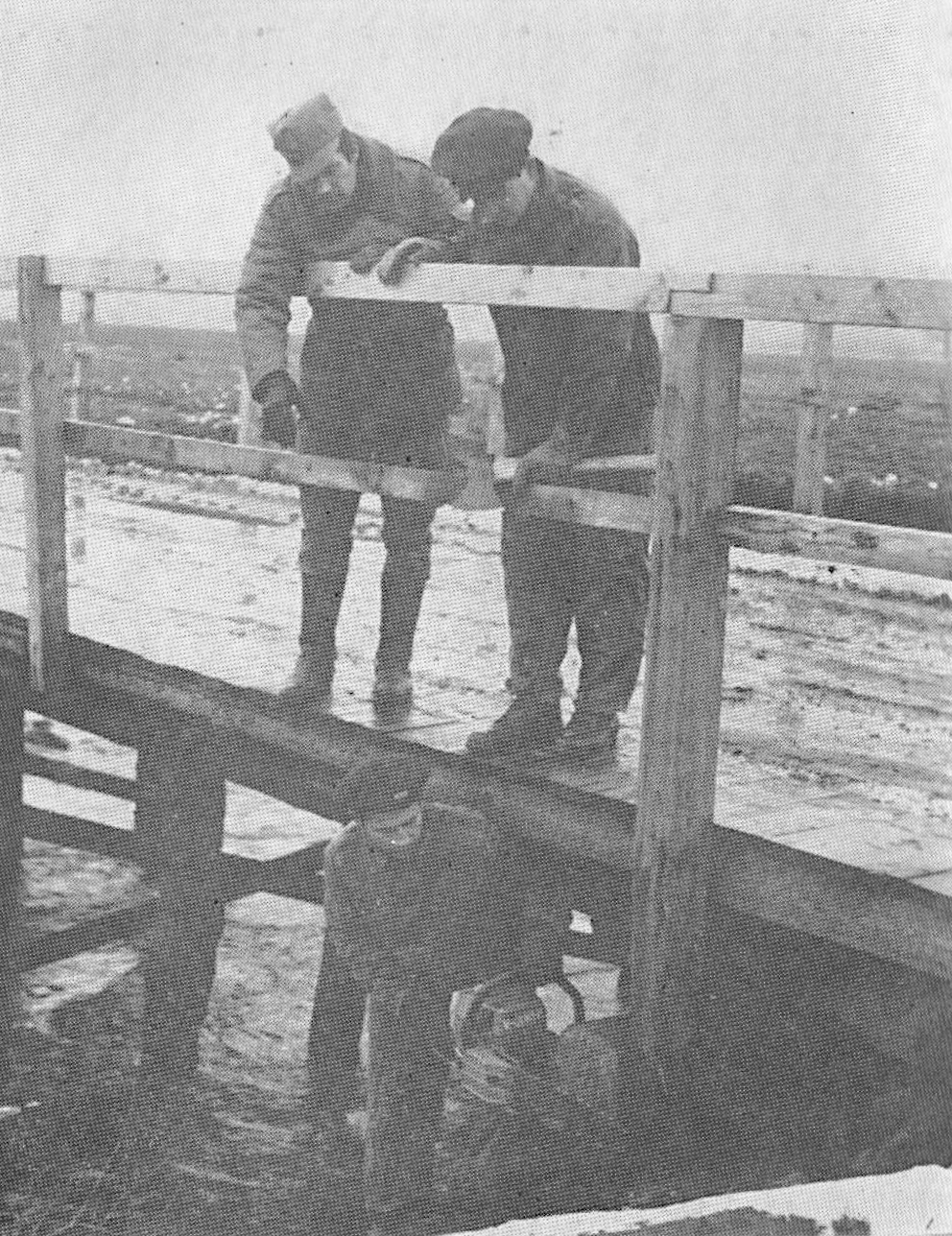
Żołnierze ŁB WOP zbudowali mieszkańcom Kościelnik drewniany most na rzece Kwisie (1980–1985)

- 13 grudnia 1981–22 lipca 1983 – (stan wojenny w Polsce), cały wysiłek służb przede wszystkim strażnic i GPK, skierowano na ochronę granicy oraz utrzymanie porządku i bezpieczeństwa w strefie nadgranicznej, współpracując ściśle z organami milicji i Służby Bezpieczeństwa. W strażnicach normę służby granicznej dla żołnierzy podwyższono z 8 do 12 godzin na dobę. Po wprowadzeniu ograniczeń w ruchu granicznym część niewykorzystanej kadry GPK przerzucono do strażnic w celu wspomożenia bezpośredniej ochrony granicy. Patrole wysyłane w teren zostały wzmocnione. Wyeliminowano służby składające się z jednego żołnierza. Ścisłą kontrolą objęto całą strefę nadgraniczną, sięgając niekiedy głębiej. Niektóre szlaki turystyczne zostały zamknięte, a ruch w strefie nadgranicznej został znacznie ograniczony. W stan gotowości były postawione wszystkie pododdziały odwodowe. Dla umocnienia bezpieczeństwa w strefie nadgranicznej organizowano stałe akcje penetracyjne terenu przez wszystkie służby, zwłaszcza lotne patrole na motocyklach lub samochodach osobowo-terenowych. Mimo utrudnionych warunków nie zaprzestano współpracy z ludnością pogranicza[8].

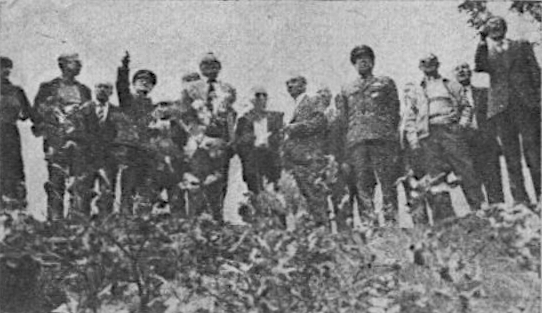
Weterani służby granicznej. Pierwsze centralne obchody Dnia Weterana Służby Granicznej w Lubaniu (12 września 1985)

- 1986 – 12–13 września w Lubaniu odbyły się pierwsze centralne obchody Dnia Weterana Służby Granicznej. Weterani gościli w szkołach Lubania i na pograniczu. M.in. ppłk w st. spocz. Zygmunt Stelmaszczyk spotkał się z młodzieżą Zespołu Szkół Zawodowych ZNTK, ppłk w st. spocz. Tadeusz Kłodnicki i mjr w st. spocz. Alojzy Bujała gościli w Zespole Szkół Zawodowych, ppłk w st. spocz. Tomasz Piwko w Liceum Ekonomicznym. W sali tradycji d-ca WOP gen. dyw. Feliks Stramik wręczył wyróżnionym wpisaniem do Honorowej Księgi Zasłużonych dla WOP akty wpisania. Zaszczytu figurowania w księdze dostąpili: płk w st. spocz. Bolesław Dudziak, płk w st. spocz. Bronisław Bański, ppłk rez. Czesław Warguła, ppłk rez. Witold Rosa, płk rez. Czesław Ziółkowski, płk rez. Jan Tran, ppłk w st. spocz. Jan Przygoda, płk rez. Bolesław Gongało, płk rez. Mieczysław Matela, płk rez. Stanisław Mercik, płk rez. Jan Nikiforow, płk rez. Ryszard Olejak, ppłk w st. spocz. Tomasz Piwko, ppłk rez. Bogusław Damek, ppłk w st. spocz. Kazimierz Kielar. Władze województwa przyznały pismu „Granica” odznakę „Za zasługi dla województwa jeleniogórskiego”[9].

## Sąsiednie brygady
- Sudecka Brygada WOP ⇔ Lubuska Brygada WOP – 1.01.1958–07.1989
- Sudecki Batalion WOP[10] ⇔ Lubuska Brygada WOP – 08.1989–11.1989
- Sudecki Batalion WOP ⇔ Pomorska Brygada WOP[11] – 12.1989–15.05.1991.

## Oficerowie brygady
Dowódcy brygady

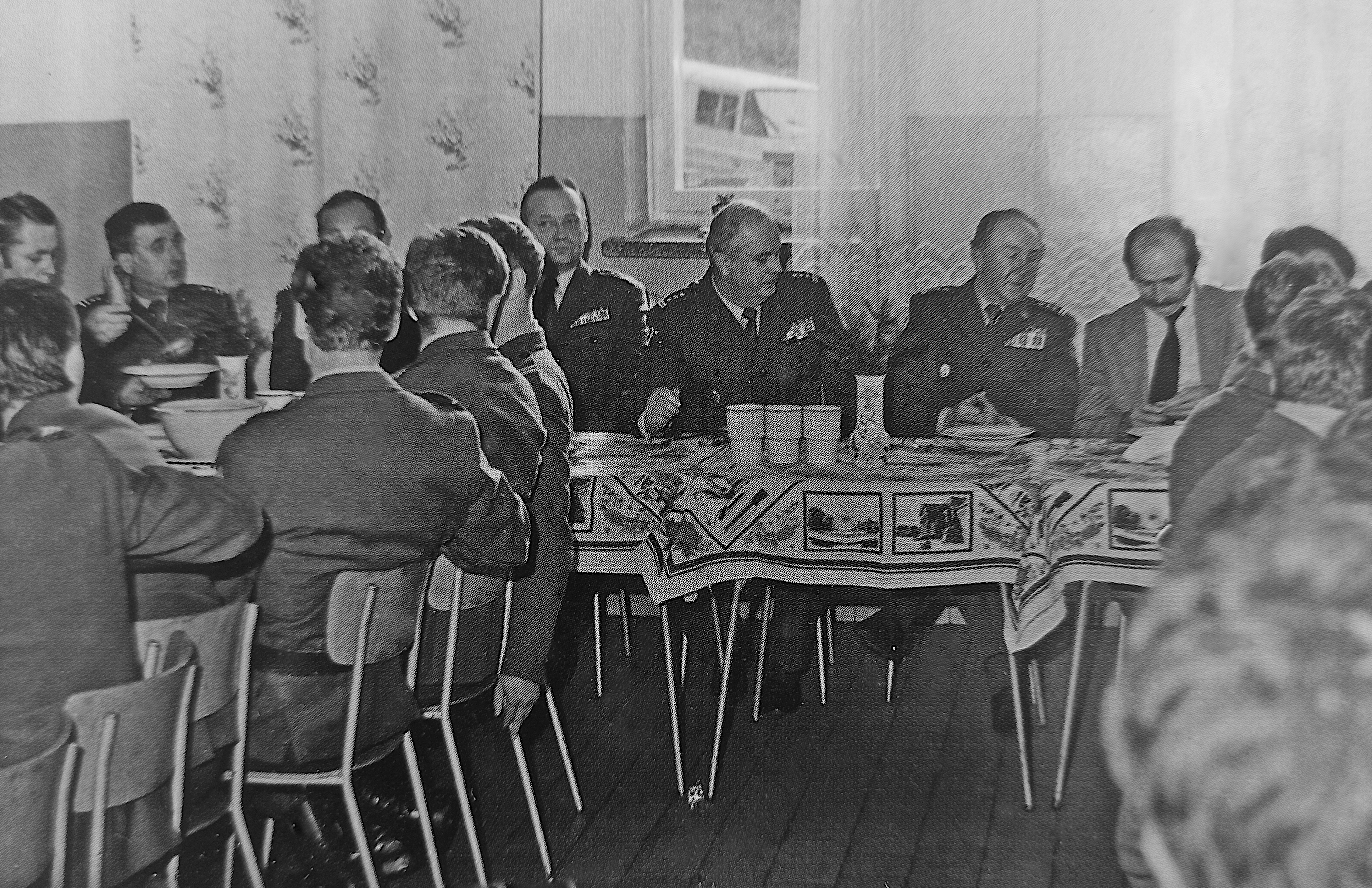
Szklarska Poręba, wspólny obiad kadry brygady z żołnierzami zasadniczej służby wojskowej. Od lewej: ppłk Giwerski, ppłk Marczuk, płk Józef Galicki d-ca ŁBWOP i płk Zbigniew Skoczylas d-ca bg ŁB WOP w Szklarskiej Porębie (1990–1991)

- ppłk Roman Wasilkowski (01.01.1958[12]–30.08.1960)[13]
- płk Henryk Chmielak (1960[12]–04.10.1971)[13]
- płk Ryszard Łopusiewicz (1971[12]–13.10.1977)[13]
- ppłk Ryszard Bartoszewicz[14] (1977[12]–27.09.1978)[13]
- płk Roman Smulski (1978[12]–01 11.1984)[13]
- płk Józef Galicki[15] (1984[12]–15.02.1991)[13].

Kierownicy sekcji KRG
- mjr Rudolf Wołkowski
- kpt. Franciszek Dziadykiewicz
- ppłk Tadeusz Biegański
- ppłk Stanisław Kopczyk
- ppłk Hołda
- mjr Józef Goszczycki.

## Przekształcenia
1 Oddział Ochrony Pogranicza → 1 Łużycki Oddział WOP → 6 Brygada Ochrony Pogranicza → 8 Brygada WOP → 8 Łużycka Brygada WOP → Łużycka Brygada WOP → Łużycki Oddział SG.

## Upamiętnienie
Po 45 latach, 8 miesiącach i 2 dniach służby na południowo-zachodnich rubieżach Polski – Łużycka Brygada WOP i jej poprzednicy przeszła do historii. Z inicjatywy byłych jej żołnierzy, ku pamięci mieszkańcom Lubania i następcom w służbie funkcjonariuszom Straży Granicznej w obiekcie Ośrodka Szkoleń Specjalistycznych SG w Lubaniu odsłonięto tablicę upamiętniającą Wojska Ochrony Pogranicza. W uroczystości wzięli udział byli żołnierze WOP i obecna kadra OSSSG. Symboliczną wstęgę przecinali:
- płk dypl. mgr Ryszard Bartoszewicz były dowódca Łużyckiej Brygady WOP
- płk dypl. Józef Galicki były dowódca Łużyckiej Brygady WOP
- Walery Czarnecki Starosta Lubański
- Arkadiusz Słowiński Burmistrz Miasta Lubania
- płk SG Marek Woszczatyński Komendant Ośrodka Szkoleń Specjalistycznych SG
- ppłk SG Adam Miksiewicz Prezes Związku Emerytów i Rencistów SG
- mjr SG Jan Hofbauer Prezes Zarządu ZEiRSG w Lubaniu
- płk SG Jan Toma były komendant Łużyckiego Oddziału SG

Oprawę muzyczną zgodnie z ceremoniałem zapewniła Orkiestra Reprezentacyjna Straży Granicznej.